# Звонимир Деранья
Звонимир Деранья (хорв. Zvonimir Deranja, нар. 22 вересня 1979, Дубровник) — хорватський футболіст, що грав на позиції нападника.

## Клубна кар'єра
Народився 22 вересня 1979 року в місті Дубровник. Вихованець футбольної школи клубу «Хайдук» (Спліт).
Дорослу футбольну кар'єру розпочав 1996 року в основній команді того ж клубу. У сезоні 1996/97 юний Деранья дебютував у команді в вищому дивізіоні у віці 17 років, зігравши 5 матчів і навіть встиг забити один гол. У наступному сезоні він вийшов на поле лише один раз і більше грав у складі молодіжної команди. Лише з сезону 1998/99 років Деранья зумів стати основним гравцем команди. У сезоні 1998/99 він забив 15 голів у 25 матчах чемпіонату, що зробило його найкращим бомбардиром команди та другим у турнірі після Йошко Поповича із «Шибеника».
Перший успіх Дераньї в рідній команді прийшов у сезоні 1999/00 відбувся, коли він виграв Кубок Хорватії, а вже у наступному сезоні 2000/01 Деранья відсвяткував і свій перший чемпіонський титул разом з «Хайдуком», і Звонимир зробив свій безпосередній внесок (11 забитих голів) у результат, завдяки чому «Хайдук» нарешті повернув собі першість у Хорватії після п'ятирічного домінування «Динамо» (Загреб). Наступного сезону чемпіоном несподівано став «Загреб», вперше у своїй історії, а «Хайдук» з Дераньєю, який знову забив 11 м'ячів, стали віце-чемпіонами. У сезоні 2002/03 сплітський клуб знову став другим, поступившись на цей раз золотом «Динамо», але виграв Кубок Хорватії — другий для Звонимира. Останній в рідній команді сезон 2003/04 Деранья майже весь пропустив через лікування травми і встиг зіграти лише в 6 матчах, в яких забив 3 м'ячі, але вдруге в кар'єрі став чемпіоном країни.
Влітку 2004 року Деранья вирішив залишити «Хайдук» і погодився на пропозицію клубу Ліги 2 «Ле-Мана». У французькій команді, однак, заграти хорват не зумів, зігравши за сезон менше ніж в половині матчів і забив лише 4 голи. Клуб 2005 року зумів вийти до вищого дивізіону, але там на Деранью не розраховували і він повернувся до «Хайдука», де грав дуже мало і забив лише 1 гол у наступному сезоні.
Після розірвання контракту влітку 2006 року Деранья знову став виступати у Франції, підписавши контракт з клубом «Лібурн». У першому ж сезоні він забив 14 голів у 32 іграх Ліги 2, а за половину наступного — 8 у 17 іграх, чим зацікавив ряд команд і 1 лютого 2008 року перейшов до лав бельгійського «Мускрона», в якому забив перший гол вже у дебютному матчі вищого дивізіону країни, але надалі заграти на високому рівні у клубі не зумів. у
Завершив професійну ігрову кар'єру у клубі «Спліт», за який виступав протягом 2010—2011 років.

## Виступи за збірну
У складі юнацької збірної Хорватії до 20 років поїхав на молодіжний чемпіонат світу 1999 року в Нігерії, який був дебютним для хорватської «молодіжки». Деранья на тому турнірі забив по голу у матчах групового етапу з Ганою (1:1), який був історичним першим для хорватів, та Казахстаном (5:1), а збірна дійшла до 1/8 фіналу.

## Титули і досягнення
- Чемпіон Хорватії (2):

«Хайдук» (Спліт): 2000–01, 2003–04
- Володар Кубка Хорватії (2):

«Хайдук» (Спліт): 1999–00, 2002–03